# Alejandro Aguinaga
Alejandro Aurelio Aguinaga Recuenco (Trujillo, La Libertad, 28 de enero de 1950) es un médico cirujano y político peruano. Es actual congresista de la república para el periodo 2021-2026 y anteriormente lo fue en 2 periodos. También ejerció como ministro de Salud durante el gobierno de Alberto Fujimori.

## Biografía
Nació en el distrito de Trujillo, La Libertad, el 28 de enero de 1950.[cita requerida]
Estudió Medicina en la Universidad Nacional Federico Villarreal, entre 1966 y 1975. Siguió estudios de especialización y laboró en cirugía general y digestiva en la Universidad de Estrasburgo y en el Hospital Civil de la misma ciudad.

## Vida política
En 1994 fue designado Viceministro de Salud por el presidente Alberto Fujimori, cargo que ocupó hasta abril de 1999 durante las gestiones de los ministros Eduardo Yong Motta, Marino Costa Bauer y Carlos de Romaña y García. 

### Ministro de Salud
El 15 de abril de 1999, fue nombrado ministro de Salud por el entonces presidente, Alberto Fujimori, en su segundo gobierno y luego ratificado en el tercer gobierno.
Permaneció en el cargo hasta el 25 de noviembre de 2000, tras la caída del régimen fujimorista.

### Congresista (2006-2011)
En las elecciones generales de 2006, fue elegido congresista de la república en representación de Lambayeque por Alianza por el Futuro, con 24 275 votos, para el periodo parlamentario 2006-2011.
Durante su labor parlamentaria, fue presidente de la Comisión de Relaciones Exteriores del Congreso en 2007. Fue elegido como primer vicepresidente del Congreso bajo la presidencia de Javier Velásquez Quesquén (2008-2009) y reelegido en la presidencia de César Zumaeta (2010-2011). 

### Presidente interino del Congreso
El 11 de julio de 2009, tras el nombramiento a Javier Velásquez Quesquén como presidente del Consejo de Ministros, Aguinaga asumió la presidencia interina del Congreso, el 18 de julio de 2009, para completar el periodo legislativo 2008-2009.

### Congresista (2011-2016)
En las elecciones generales de 2011, fue reelegido congresista en representación de Lambayeque por Fuerza 2011, con 37 344 votos, para el periodo parlamentario 2011-2016.

### Congresista
En las elecciones generales de 2021, fue nuevamente elegido congresista de la república en representación de Lambayeque por Fuerza Popular, con 10 715 votos, para el periodo parlamentario 2021-2026.
En 2025, manifestó su apoyo al gobierno de Dina Boluarte y a su discurso contra la «mafia caviar».

## Controversias

### Caso de Esterilizaciones Forzadas
Durante el gobierno de Alberto Fujimori, se hicieron esterilizaciones forzadas a mujeres indígenas, donde Aguinaga se vio involucrado, ya que él era ministro de Salud durante el régimen fujimorista. Pese a que el caso tiene más de veinte años, hasta la actualidad se viene investigando a Aguinaga y a Fujimori.

### Caso Vacunagate
En febrero de 2021, luego del escándalo de la vacunación irregular del expresidente Martín Vizcarra, se dio a conocer una lista de personas que se habrían vacunado irregularmente contra la COVID-19. Entre los nombres, aparece el de Aguinaga y el de su esposa.
Luego de la publicación, Aguinaga reveló que él y su esposa se vacunaron como parte del equipo de investigación de la Universidad Cayetano Heredia.